# N-formilchinurenina
La N-formilchinurenina è un intermedio del catabolismo dell'amminoacido triptofano.